# Khalifa ibn Waqqasa
Khalīfa ibn Ḥayūn ibn Waqqāṣa (o Khalīfa ibn Ruqqāṣa, a seconda delle fonti; ... – al-Mansura (Maghreb) 1302) fu un ebreo del Maghreb al-Aqsa (Marocco), visir al servizio della dinastia dei Merinidi, sotto la quale ottenne poteri immensi, prima di venire messo a morte su ordine del sultano Abū Yaʿqūb Yūsuf al-Nāṣr, a causa dei complotti di corte orditi ai suoi danni.

## Origini
I Banū Waqqāṣa (o Ruqqāṣa) furono una famiglia ebraica marocchina, presente nelle città di Ceuta e Fès in epoca medievale. La famiglia Waqqāṣa fu una delle tante famiglie ebraiche che ottennero importanti ruoli nell'amministrazione sotto la dinastia merinide, dinastia che fu particolarmente tollerante verso gli ebrei. La particolare tolleranza che i Merinidi dimostrarono, più di altre dinastie, verso gli ebrei, può essere spiegata con le possibili origini ebraiche dei Merinidi (berberi Zanata), oppure perché i Merinidi, a differenza dei loro predecessori Almoravidi e Almohadi, non nacquero come movimento di riforma religiosa, e la loro legittimità a governare era molto bassa, e per questo crearono un apparato statale molto diversificato, costituito da uomini di corte sia musulmani che ebrei, da mercenari cristiani (Farfanes), neri, turchi e curdi.
La storia delle vicende della famiglia Banū Waqqāṣa alla corte merinide sono narrate nel  Kitāb al-ʿibār di Ibn Khaldūn. Questa famiglia iniziò ad avere contatti con i sultani Merinidi dopo la conquista di Fès ad opera del sultano Abū Yaḥyā.

## Biografia
Khalīfa ibn Ruqqāṣa, detto Khalīfa al-Kabīr ("Khalīfa il Vecchio"), operò al servizio del merinide Abū Yaʿqūb Yūsuf al-Naṣr ancora prima che quest'ultimo salisse al trono. Secondo Ibn Khaldūn, fu Khalīfa ibn Ruqqāṣa a far appassionare il sultano al vino. Quando salì al trono nel 1286, Abū Yaʿqūb nominò Khalīfa dapprima come Qahramān al-Dār (Responsabile di Palazzo) e poi, ufficialmente, lo nominò visir con poteri molto ampi. 
In questo periodo molti membri della famiglia ottennero posizioni chiave nell'amministrazione del regno merinide. Khalīfa divenne uno dei più fidati consiglieri del sultano e accumulò una ricchezza immensa, agendo, secondo le cronache dell'epoca, come un "dittatore dai poteri illimitati". Nella sua carica di visir era aiutato dal fratello Abraham, dal cognato Moshe Sebti, e dal cugino Khalīfa ibn Ibrāhīm, detto Khalīfa al-Ṣaghīr (Khalifa il Giovane). ʿAbd Allāh ibn Abī Madyan, un consigliere musulmano del sultano, geloso del potere raggiunto dalla famiglia, iniziò a tramare contro di loro, calunniandoli davanti al sultano. Vennero arrestati mentre si trovavano ad al-Manṣūra, al seguito del sultano Abū Yaʿqūb, che stava dirigendo l'assedio contro Tlemcen, capitale del Regno di Tlemcen, della dinastia degli Zayyanidi. Khalīfa al-Kabīr e tutti i suoi parenti vennero tutti giustiziati nel 1302, con la sola eccezione di Khalīfa ibn Ibrāhīm ("al-Ṣaghīr"), cugino di Khalīfa al-Kabīr.
Khalīfa al-Ṣaghīr anni dopo entrò  al servizio del sultano Abū al-Rabīʿ Sulaymān, diventando un visir dai grandissimi poteri. Il re Giacomo II di Aragona, saputo dell'influenza che Khalīfa al-Ṣaghīr aveva sul sultano, mandò degli emissari per indurre Khalīfa a convincere il sultano ad allearsi con il Regno d'Aragona contro il Sultanato di Granada. Khalīfa al-Ṣaghīr riuscì a vendicarsi di ʿAbd Allāh ibn Abī Madyan, complottando contro di lui e facendolo giustiziare. A sua volta, Khalīfa al-Ṣaghīr, fece la stessa fine, perché altri uomini di corte complottarono contro di lui, e venne messo a morte nel 1309.